# Real Sociedad de Fútbol 1986-1987
Questa voce raccoglie le informazioni riguardanti la Real Sociedad de Fútbol nelle competizioni ufficiali della stagione 1986-1987.

## Maglie e sponsor
Le divise sono prodotte dall'Adidas.
| Manica sinistra · Manica sinistra · Maglietta · Maglietta · Manica destra · Manica destra · Pantaloncini · Calzettoni |

## Rosa
| N. |                   | Ruolo | Calciatore               |
| -- | ----------------- | ----- | ------------------------ |
|    | Spagna (bandiera) | P     | Luis Arconada            |
|    | Spagna (bandiera) | P     | José Luis González       |
|    | Spagna (bandiera) | D     | Ignacio Aldalur          |
|    | Spagna (bandiera) | D     | Javier Bengoetxea        |
|    | Spagna (bandiera) | D     | Luis Fernando Dadíe      |
|    | Spagna (bandiera) | D     | Agustín Gajate           |
|    | Spagna (bandiera) | D     | Alberto Górriz           |
|    | Spagna (bandiera) | D     | Enrique Irazoki          |
|    | Spagna (bandiera) | D     | Juan Antonio Larrañaga   |
|    | Spagna (bandiera) | D     | Luis María López Rekarte |
|    | Spagna (bandiera) | D     | Santi Martín             |
|    | Spagna (bandiera) | D     | Javier Sagarzazu         |
|    | Spagna (bandiera) | D     | Jokin Uría               |
|    | Spagna (bandiera) | D     | José Miguel Zúñiga       |
|    | Spagna (bandiera) | C     | José Mari Bakero         |
|    | Spagna (bandiera) | C     | Ibon Barral              |
|    | Spagna (bandiera) | C     | David Billabona          |

| N. |                   | Ruolo | Calciatore           |
| -- | ----------------- | ----- | -------------------- |
|    | Spagna (bandiera) | C     | Aitor Etxegoena      |
|    | Spagna (bandiera) | C     | Luciano Iturrino     |
|    | Spagna (bandiera) | C     | Juan María Mujika    |
|    | Spagna (bandiera) | C     | Enrique Sevillano    |
|    | Spagna (bandiera) | C     | Jesús María Zamora   |
|    | Spagna (bandiera) | C     | Javier Zubillaga     |
|    | Spagna (bandiera) | C     | Jon Aginaga          |
|    | Spagna (bandiera) | A     | Ricardo Arrien       |
|    | Spagna (bandiera) | A     | Santiago Bakero      |
|    | Spagna (bandiera) | A     | Aitor Begiristain    |
|    | Spagna (bandiera) | A     | Martín Begiristain   |
|    | Spagna (bandiera) | A     | Jon Igoa             |
|    | Spagna (bandiera) | A     | Lorenzo Juarros      |
|    | Spagna (bandiera) | A     | Mikel Loinaz         |
|    | Spagna (bandiera) | A     | Miguel Ocáriz        |
|    | Spagna (bandiera) | A     | Luis Martín Sukia    |
|    | Spagna (bandiera) | A     | Roberto López Ufarte |

## Calciomercato

### Sessione estiva
| Acquisti | Acquisti          | Acquisti         | Acquisti |
| R.       | Nome              | da               | Modalità |
| -------- | ----------------- | ---------------- | -------- |
| D        | Ignacio Aldalur   | San Sebastián    |          |
| D        | Enrique Irazoki   | San Sebastián    |          |
| D        | Santi Martín      | San Sebastián    |          |
| D        | Jokin Uria        | San Sebastián    |          |
| C        | Ibon Barral       | San Sebastián    |          |
| C        | David Billabona   | San Sebastián    |          |
| C        | Aitor Extegorena  | San Sebastián    |          |
| C        | Enrique Sevillano | San Sebastián    |          |
| A        | Jon Agiunaga      | San Sebastián    |          |
| A        | Ricardo Arrien    | Racing Santander |          |
| A        | Santiago Bakero   | Hércules         |          |
| A        | Jon Igoa          |                  |          |
| A        | Miguel Ocáriz     | San Sebastián    |          |

| Cessioni | Cessioni                | Cessioni        | Cessioni   |
| R.       | Nome                    | a               | Modalità   |
| -------- | ----------------------- | --------------- | ---------- |
| P        | Agustín Elduayen        | Atlético Madrid |            |
| D        | Alberto Albístegi       |                 |            |
| A        | Genaro Celayeta         | Sabadell        |            |
| A        | Pedro Uralde            | Atlético Madrid |            |
| A        | Jesús María Satrústegui |                 | svincolato |

## Statistiche

### Statistiche di squadra
| Competizione     | Punti | Totale | Totale | Totale | Totale | Totale | Totale | DR  |
| Competizione     | Punti | G      | V      | N      | P      | Gf     | Gs     | DR  |
| ---------------- | ----- | ------ | ------ | ------ | ------ | ------ | ------ | --- |
| Primera División | 66    | 44     | 27     | 12     | 5      | 84     | 37     | +47 |
| Coppa del Re     | -     | 10     | 7      | 2      | 1      | 20     | 3      | +17 |
| Totale           | -     | 54     | 34     | 14     | 6      | 104    | 40     | +64 |